# Anilinschwarz
Anilinschwarz ist eines der ältesten synthetischen Farbmittel.
Anilinschwarz bezeichnet einerseits einen Farbstoff, der durch Oxidation von Anilinsalzen mit Kaliumchlorat, Dichromaten und dergleichen erzeugt wird, und zwar fast immer direkt auf der Faser (Baumwolle, seltener auf Seide oder Halbseide).
Anilinschwarz gehört zu den echtesten und schönsten schwarzen Farbstoffen und hat daher, besonders in der Baumwollfärberei, große Bedeutung.
Andererseits wurde es als Pigment erfolgreich im Lackbereich eingesetzt, dann aber vom heute dominanten Pigmentruß abgelöst und hat inzwischen eine geringe Bedeutung. Anilinschwarz gilt als ältestes synthetisch hergestelltes organisches Pigment.

## Entdeckung
1834 hat Friedlieb Ferdinand Runge erstmals die Bildung eines grünen Farbstoffes beobachtet, als er salzsaures Anilin auf mit Bichromat behandelten Stoff einwirken ließ. Die in der Literatur ebenfalls zu findende Entdeckung durch William Henry Perkin 1856 ist somit nicht zutreffend. Er entdeckte die „Entwicklung“ zum Pigment durch Oxidation von Anilin mit Kaliumdichromat. Erst 1863 entwickelte John Lightfoot Junior diesen Vorgang zu einer praktischen Anilinschwarz-Färbemethode, indem er die Oxidation in Gegenwart von Kupfersalzen direkt auf der Faser vornahm. Diese Entdeckung ließ er später patentieren.

## Darstellung
Zum richtigen Verlauf der Oxidation nach Lightfoot sind gewisse Katalysatoren, Sauerstoffüberträger, notwendig, unter denen Vanadium-, Kupfer- und Eisensalze die bevorzugtesten sind. Je nach Ausführung der Oxidation bilden sich verschiedene Oxidationsstufen des Anilinschwarz.
Beim Arbeiten in der Kälte lässt sich das sog. Emeraldin isolieren, welches als Salz grün und als Base blau ist. Nach Richard Willstätter soll es durch den Zusammentritt von 8 Anilinmolekülen entstehen und zwei chinoide Gruppierungen besitzen. Bei weiterer Oxidation würde es in die trichinoide Stufe, das Nigranilin, schließlich in das vierfach chinoide Pernigranilin übergehen.
Emeraldin und Nigranilin, in etwas geringerem Grade auch Pernigranilin sind sehr säureempfindlich, vergrünlich.
Dieses Verhalten steht in guter Übereinstimmung mit der angenommenen Chinoniminstruktur.
Die Technik erzeugt aber durch Oxidation in der Hitze bei Gegenwart von Anilin ein unvergrünliches Anilinschwarz, das gegen Säuren und Reduktionsmittel fast ganz beständig ist. Dieser Widerstandsfähigkeit wird eine Chinoniminformel nicht gerecht.
Nach Green ist es sehr wahrscheinlich, dass sich das unvergrünliche Anilinschwarz aus Pernigranilin durch Kondensation des letzteren mit drei Molekülen Anilin bildet, wobei ein Phenylphenazoniumsalz mit drei Phenazinringen entsteht.

## Struktur
Da bei der Synthese von Anilinschwarz ein Reaktionsgemisch unterschiedlicher Farbstoffe entsteht, ist die eindeutige Zuordnung einer Strukturformel nicht möglich. Ein Beispiel eines Farbstoffes sei im Folgenden dargestellt:

## Eigenschaften
Der Farbton von Anilinschwarz wird als tiefes, neutrales Schwarz beschrieben. Anilinschwarz verfügt über ein hohes Deckvermögen und eine gute Dispergierbarkeit, weist aber im Vergleich zu Ruß eine weitaus geringere Farbstärke auf. Das Pigment ist leicht leitfähig. Die Licht- und Wetterechtheit ist im Vollton gut, nimmt aber in Weißabmischungen stark ab. C.I. Pigment Black 1 kann die Oberfläche von Lacken beeinflussen und erzeugt ein Erscheinungsbild, das als matt und samtartig beschrieben wird.

## Gefahrenquellen
Je nach Qualität kann Anilinschwarz verschieden hohe Anteile an Anilin enthalten. Dieses kann krebserregend wirken und wäre – in deutlich größeren Mengen als hier auftretend – ein Blutgift.

## Verwendung
Anilinschwarz wird besonders in der Baumwollfärberei eingesetzt. In anderen Bereichen wird Anilinschwarz heutzutage nur noch eingesetzt, wenn Pigmentruß zu Problemen führt oder die Mattierung der Oberfläche gezielt erzeugt werden soll. Im Lack- und Druckfarbengebiet wird es eingesetzt, wenn Verarbeitungsprobleme durch Rußpigmente verursacht werden. Im Kunststoffbereich ist dies der Fall, wenn Probleme beim Verschweißen durch Pigmentruß entstehen.